# 柯尔丝滕·麦卡恩
柯尔丝滕·麦卡恩（英語：Kirsten McCann，1988年8月25日—），南非女子赛艇运动员。她曾代表南非参加世界赛艇锦标赛，获得一枚金牌和一枚铜牌。她也曾参加2008年和2016年夏季奥运会。